# White Pelican Park
White Pelican Park är en park i Kanada.   Den ligger i provinsen British Columbia, i den centrala delen av landet, 3 500 km väster om huvudstaden Ottawa. White Pelican Park ligger 1 201 meter över havet.
Terrängen runt White Pelican Park är platt österut, men västerut är den kuperad. Trakten runt White Pelican Park är nära nog obefolkad, med mindre än två invånare per kvadratkilometer.. Det finns inga samhällen i närheten. 
I omgivningarna runt White Pelican Park växer i huvudsak barrskog.